# Eileen Sedgwick

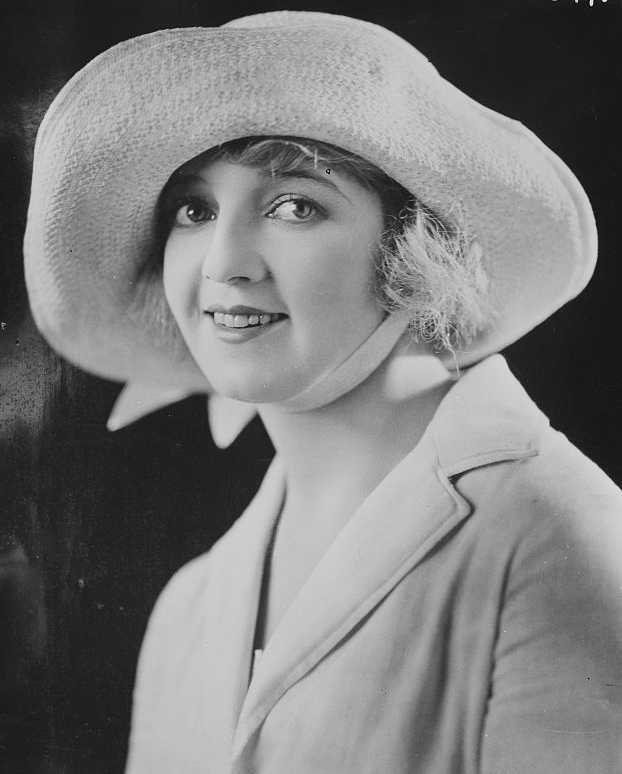
Eileen Sedgwick

Eileen Sedgwick (* 17. Oktober 1898 in Galveston, Texas; † 15. März 1991 in Marina del Rey, Kalifornien) war eine US-amerikanische Schauspielerin der Stummfilmära. In ihrer 16 Jahre andauernden Laufbahn war sie in mehr als 120 Filmen zu sehen. In ihrer späteren Karriere war Sedgwick auch unter dem Pseudonym Gretl Yoltz bekannt.

## Leben
Eileen Sedgwick war die Tochter der Bühnenschauspieler Edward Sedgwick senior und Josephine Walker. Ihr sechs Jahre älterer Bruder war der Schauspieler, Regisseur und Filmproduzent Edward Sedgwick, ihre ein Jahr jüngere Schwester die Schauspielerin Josie Sedgwick.
Sedgwick begann ihre Laufbahn 1914 und war fortan jährlich in einer Vielzahl von Produktionen zu sehen. Ab 1920 drehte sie vorwiegend sogenannte Serials. Diese waren Mehrteiler, die zumeist dem Western-Genre angehörten. 1928 hatte Sedgwick eine kleine Nebenrolle in Blaue Jungs – blonde Mädchen, wurde dort jedoch im Abspann unter dem Pseudonym Gretl Yoltz genannt, welches sie Ende der 1920er Jahre in mehreren Filmen verwendete. 1930 beendete Eileen Sedgwick nach 16 Jahren und über 120 Filmauftritten ihre Laufbahn als Schauspielerin. Ihr letzter Film The Jade Box war eine Mischung aus Stumm- und Tonfilm.
1929 heiratete Eileen Sedgwick den für 20th Century Fox tätigen Edward Hutson, mit dem sie einen gemeinsamen Sohn hatte. Die Ehe dauerte bis zu Hutsons Tod im Jahr 1950 an. Sedgwick starb am 15. März 1991 im Alter von 92 Jahren im kalifornischen Marina del Rey. Ihre letzte Ruhestätte befindet sich auf dem Holy Cross Cemetery in Culver City, unweit ihrer bereits 1973 verstorbenen Schwester Josie.

## Filmografie (Auswahl)
- 1914: All For Love
- 1915: The Eagle’s Nest
- 1916: The Isle of Life
- 1916: The Heritage of Hate
- 1917: Man and Beast
- 1918: Lure of the Circus
- 1919: The Great Radium Mystery
- 1920: Der weiße Reiter vom Colorado (The White Rider)
- 1921: The Diamond Queen
- 1921: Terror Trail
- 1923: In the Days of Daniel Boone (Serial)
- 1923: Beasts of Paradise (Serial)
- 1924: The Riddle Rider (Serial)
- 1925: The Fighting Ranger (Serial)
- 1926: The Winking Idol (Serial)
- 1926: Strings of Steel (Serial)
- 1928: Blaue Jungs – blonde Mädchen (A Girl in Every Port; im Abspann als Gretl Yoltz genannt)
- 1928: The Vanishing West (Serial)
- 1930: The Jade Box